# ルーカス・アウテル
ルーカス・アウテル（ポルトガル語: Lucas Halter、2000年5月2日 - ）は、ブラジルのサッカー選手。ポジションはDF。

## クラブ歴
2018年にアトレチコ・パラナエンセのトップチームに昇格。2019年3月10日のカンピオナート・パラナエンセでプロ初出場。
2024年1月、ボタフォゴFRに移籍した。

## 代表歴
U-17代表として2017 南米U-17選手権、2017 FIFA U-17ワールドカップに参戦した。